# Huerta del Rey-Vallellano
Huerta del Rey-Vallellano es un barrio de la ciudad de Córdoba (España), perteneciente al distrito Centro. Está situado en la zona suroeste del distrito, junto a la avenida de Vallellano. Limita al norte con el barrio de La Trinidad; al este, con el barrio de la Catedral; al sur, con el barrio de San Basilio; y al oeste, con los barrios de Vista Alegre y Ciudad Jardín.

## Monumentos y lugares de interés
- Jardines de Vallellano

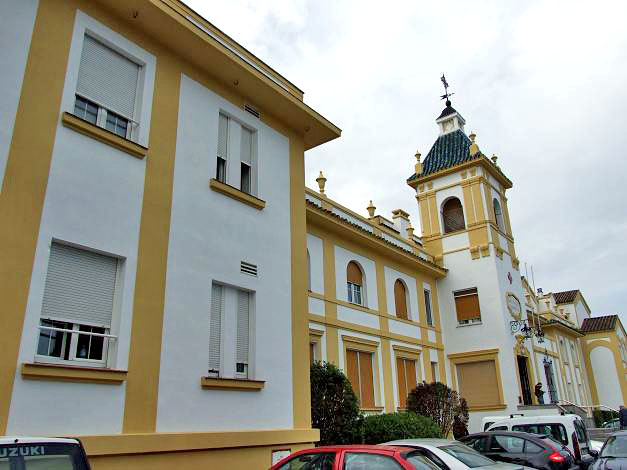
Hospital de la Cruz Roja.
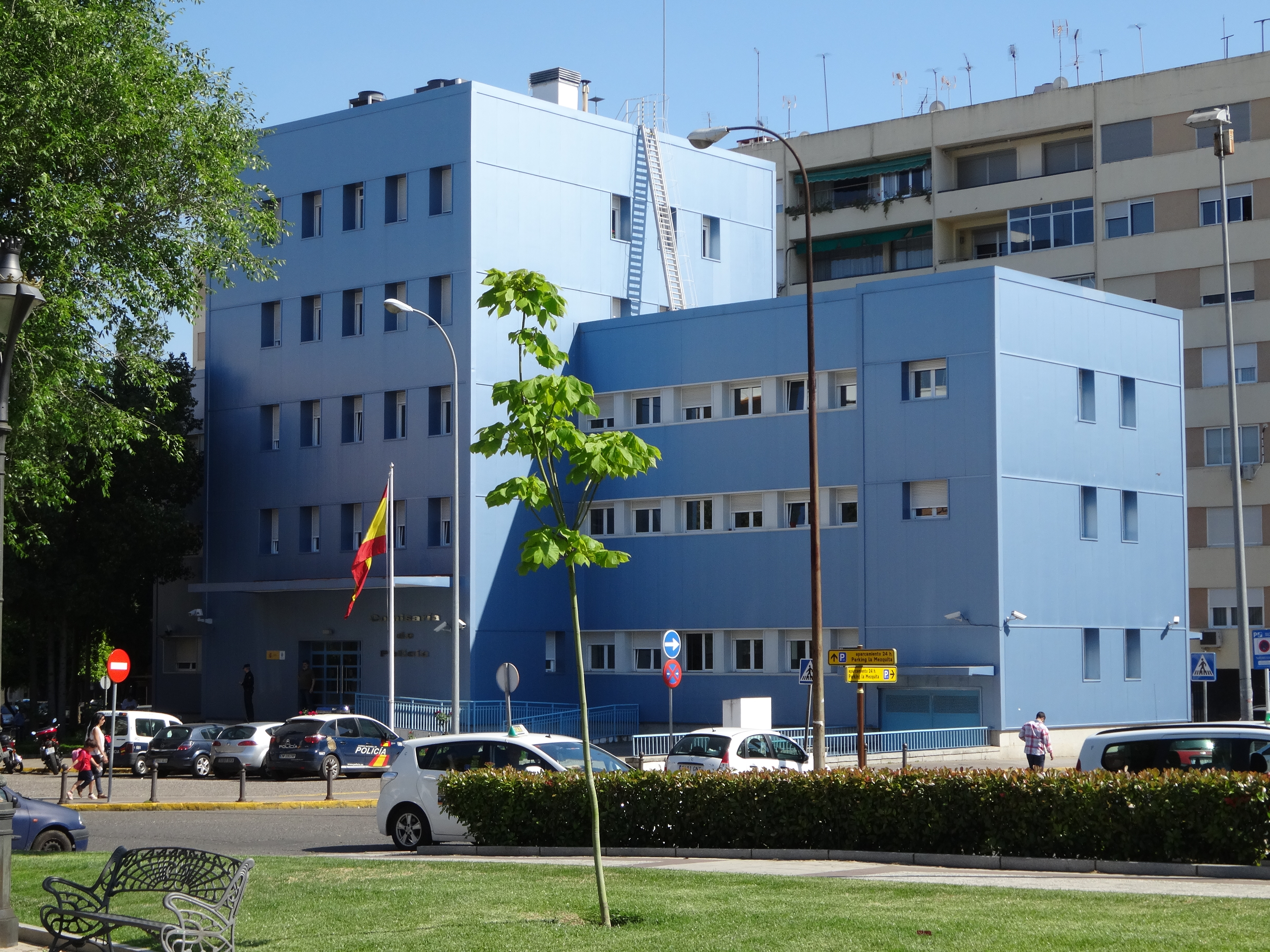
Comisaría Provincial de Córdoba.